# 시사특공대
《시사특공대》는 SBS 러브FM(수도권 기준 FM 103.5㎒, 부산 FM 105.7㎒, AM 792㎑)에서 매일 낮 12시 5분부터 오후 2시까지 방송되었던 시사 전문 라디오 프로그램이다. 2022년 5월 15일 자로 2년 만에 폐지되었다.

## 역대 진행자
- 이재익 (前 정치쇼 DJ 兼 프로듀서) : 2020년 6월 1일 ~ 2022년 2월 6일
- 스페셜 DJ : 2022년 2월 7일 ~ 2022년 5월 15일

## 코너

### 매일 코너
- 월/수/금 : Yo, DJ 시사파뤼~ing
- 화/목 : 정상근의 정상근무
- 청취자 사연

### 요일 코너

#### 월요일
- 이슈 파이팅 - 반기웅 주간경향 기자, 이지현 뉴스핌 기자, 권영인 SBS 기자
- 스포츠와 연예중 - 유병민 SBS 스포츠부 기자, 강경윤 SBS funE 기자

#### 화요일
- 역사IN가요 - 최영일 시사평론가, 박연미 경제 칼럼니스트
- 연상 퀴즈SHOW - 청취자 참여

#### 수요일
- 나무아미타불아멘 - 성진 스님, 홍창진 신부, 김진 목사
- 안진걸/권애리의 찐 경제 - 안진걸 민생경제연구소장 / 권애리 SBS 경제부 기자
- '고란'도란 경제브리핑 - 고란 블록체인미디어 조인디 기자

#### 목요일
- 법대로 해! - 김준우 변호사, 김태현 변호사, 박지훈 변호사
- 궁금한 이야기 K - 김유리 리포터

#### 금요일
- 불타는 금요일 - 손정혜 변호사, 김준일 뉴스톱 대표, 박순봉 경향신문 정치부 기자
- 이주의 레드카펫 - 김완 한겨레 기자

#### 토요일
- 널 위한 문화 예술 - 이정우 에디터
- 이승원의 '세계는' - 이승원 시사평론가
- 김묘성의 '아무사람' - 김묘성 경기도청 영상미디어팀장

#### 일요일- 음악특공대
- 사연과 신청곡
- 청취자 연결
- 특공 라이브 - 무작위 게스트
- 모르는 영화 '거의없다' - 유튜버 '거의없다'

## 같이 보기
- 시사본부 (KBS 제1라디오)
| SBS 러브FM            |                        |                                                |
| 이전                  | 시사특공대             | 다음                                           |
| SBS 뉴스              | 시사특공대             | SBS 낮 종합뉴스                                |
| 낮 12시 ~ 낮 12시 5분 | 낮 12시 5분 ~ 오후 2시 | 오후 2시 ~ 오후 2시 20분                       |
|                       |                        | SBS 뉴스 (주말) 오후 2시 ~ 오후 2시 5분 (주말) | | KNN 러브FM                            |                        |                                                   |
| 이전                                  | 시사특공대             | 다음                                              |
| KNN 12시 뉴스                         | 시사특공대             | SBS 낮 종합뉴스                                   |
| 낮 12시 ~ 낮 12시 5분                 | 낮 12시 5분 ~ 오후 2시 | 오후 2시 ~ 오후 2시 20분                          |
| SBS 뉴스 낮 12시 ~ 낮 12시 5분 (주말) |                        | 강영운의 딱좋은 라디오 오후 2시 ~ 오후 4시 (주말) |